# Dominique Brun
Dominique Brun oder Dominique Maaoui-Brun (* 7. Mai 1964 in Mareuil, Dordogne) ist eine ehemalige französische Judoka. Sie war Weltmeisterin 1986 sowie Europameisterin 1986 und 1987. Sie trägt den 7. Dan.

## Sportliche Karriere
Dominique Brun kämpfte im Halbleichtgewicht, der Gewichtsklasse bis 52 Kilogramm. 1984, 1986 und 1988 war sie französische Meisterin.
Im März 1986 trat sie bei den Europameisterschaften in London an. Im Halbfinale bezwang sie die Polin Joanna Majdan und im Finale schlug sie Edith Hrovat aus Österreich. Sieben Monate später fanden in Maastricht die Weltmeisterschaften statt. Dominique Brun gewann das Viertelfinale gegen die Kanadierin Kathy Hubble. Nach ihrem Halbfinalsieg gegen Edith Hrovat bezwang sie im Finale die Japanerin Kaori Yamaguchi. 1987 bei den Europameisterschaften in Paris verteidigte sie ihren Titel aus dem Vorjahr erfolgreich, im Halbfinale besiegte sie die Italienerin Alessandra Giungi, das Finale gewann sie gegen Edith Hrovat. Bei den Weltmeisterschaften 1987 in Essen gewann Brun im Viertelfinale gegen Maritza Pérez Cárdenas aus Kuba. Im Halbfinale unterlag sie der Britin Sharon Rendle, den Kampf um eine Bronzemedaille besiegte sie Jo Anne Quiring aus den Vereinigten Staaten.
1988 bei den Europameisterschaften in Pamplona gewann Brun eine Bronzemedaille hinter Alessandra Giungi und der Finnin Jaana Ronkainen. Bei den Olympischen Spielen 1988 wurde Frauenjudo als Demonstrationswettbewerb ausgetragen. In ihrem ersten Kampf gewann Brun gegen die Marokkanerin Khadija Haouati nach 1:01 Minuten. Im Halbfinale traf sie auf Kaori Yamaguchi und gewann mit einer Koka-Wertung. Das Finale verlor Brun gegen Sharon Rendle durch Yusei-gachi (Schiedsrichterentscheid). Bei den Europameisterschaften 1989 in Helsinki  erreichte Brun mit Siegen über die Deutsche Carmen Schuler und Alessandra Giungi das Finale. Dort unterlag sie Jaana Ronkainen, die vor heimischem Publikum Europameisterin wurde. Zum Abschluss ihrer Karriere belegte Brun den siebten Platz bei den Weltmeisterschaften 1989 in Belgrad.
Nach ihrer aktiven Karriere wurde Dominique Brun Judotrainerin, unter anderem betreute sie als Heimtrainerin die Olympiasiegerin von 2000 Séverine Vandenhende.